# Oostelijke vale spotvogel
De oostelijke vale spotvogel (Iduna pallida synoniem: Hippolais pallida) is een zangvogel uit de familie Acrocephalidae (rietzangers). Hoewel hij spotvogel wordt genoemd, lijkt hij meer op een kleine karekiet of een tuinfluiter.

## Kenmerken
De vale spotvogel wordt ongeveer 13 cm groot. Hij heeft een groengrijze bovenzijde, een vuilwitte onderzijde en een lichtgele wenkbrauwstreep die tot net achter het oog reikt. Hij heeft een lange, dunne snavel, grijze poten en een lichte oogring. De staart is recht afgesneden en heeft witte randen en toppen aan de buitenzijde. De staart wordt tijdens het hippen steeds omlaag geslagen. De vleugels zijn 62-72 mm lang; de eerste handpen is langer dan de grote handdekveren en de tweede handpen is korter dan de vijfde handpen. Hij verschilt van de Sykes' spotvogel (Iduna rama) door de grijze poten, staartbewegingen en de langere handpenprojectie.

## Broeden
De vale spotvogel broedt op ongelijk, droog terrein met struiken, in tuinen, boomgaarden, parken en tuinen, vaak in de buurt van water. De eerste vogels beginnen te broeden in april en maken een nest van wortels, mos, bladeren en gras. Het wordt bekleed met haren en pluizen. Er worden 4-5 lichtgrijze eieren met zwarte strepen en vlekken gelegd, die in 14-15 dagen worden uitgebroed. De jongen worden nog 15 dagen gevoerd.

## Taxonomie
Deze soort heette vroeger vale spotvogel, maar is sinds de eeuwwisseling uit het geslacht Hippolais gehaald en geplaatst in het geslacht Iduna. Daarna is de soort gesplitst in twee soorten, de westelijke vale spotvogel (Iduna opaca) en de oostelijke vale spotvogel (I. pallida).

## Verspreiding en leefgebied
De oostelijke vale spotvogel broedt van zuidoostelijk Europa tot zuidelijk-centraal Azië en in noordelijk Afrika. In de winter trekt hij naar de Afrikaanse savanne ten noorden van de evenaar in Midden- en Oost-Afrika.
De soort telt vijf ondersoorten:
- I. p. elaeica: van zuidoostelijk Europa via het Midden-Oosten tot Kazachstan en Iran.
- I. p. reiseri: van zuidoostelijk Marokko en Mauritanië tot Libië.
- I. p. pallida: Egypte.
- I. p. alulensis: noordelijk Somalië.
- I. p. laeneni: van Niger tot centraal Soedan.

## Status
De grootte van de populatie is in 2021 geschat op 21-45 miljoen volwassen vogels. Op de Rode lijst van de IUCN heeft deze soort de status niet bedreigd.